# Rittergut Prestewitz

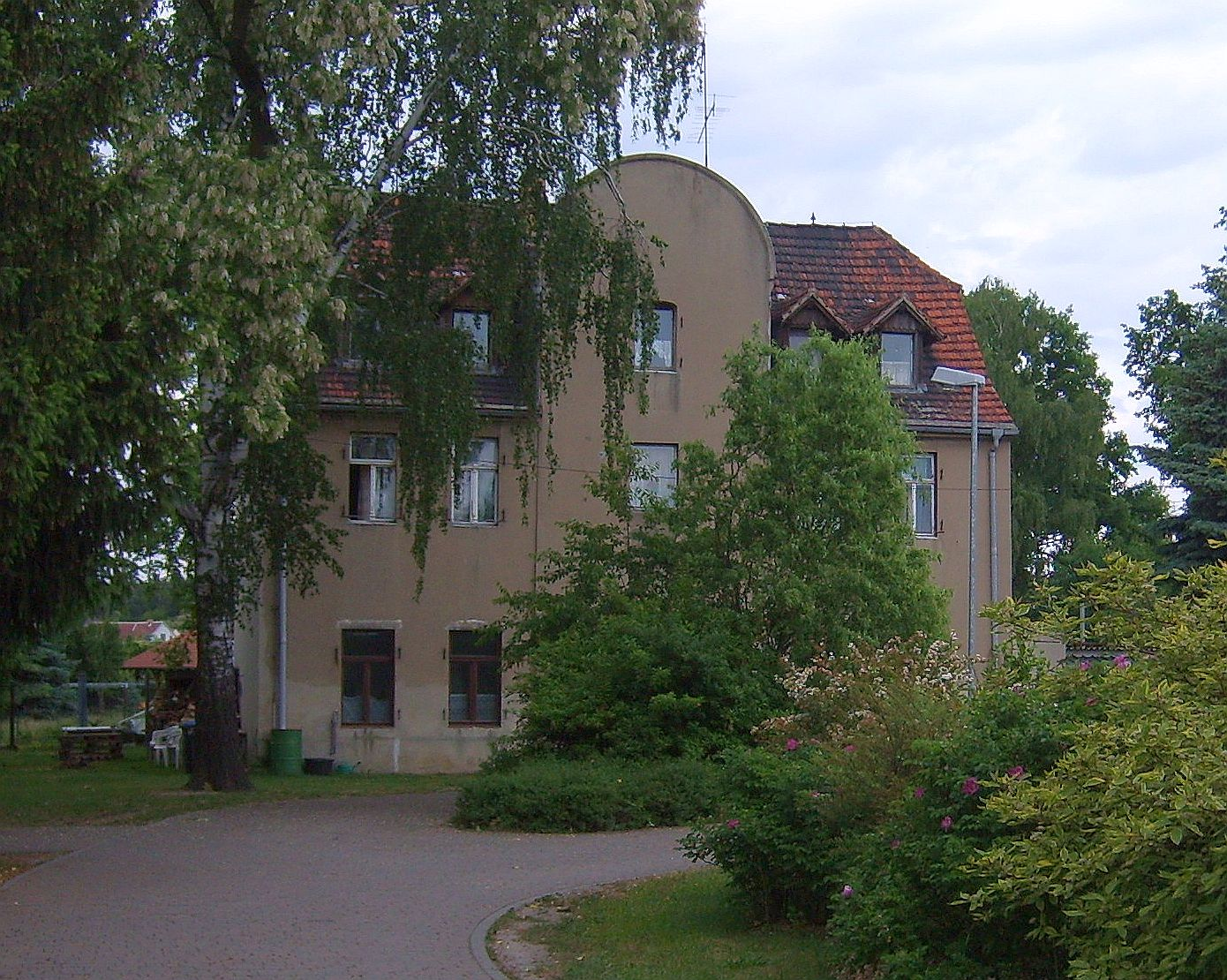
Das einstige Prestewitzer Rittergut (2009)

Das einstige Rittergut Prestewitz ist ein Baudenkmal im Ortsteil Prestewitz in der Kleinstadt Uebigau-Wahrenbrück im südbrandenburgischen Landkreis Elbe-Elster. Hier ist das Gebäude westlich des heutigen Ortszentrums von Prestewitz zu finden.

## Geschichte
Das Bestehen eines Rittergutes in Prestewitz ist bereits für das Jahr 1600 unter dem Adelsgeschlecht derer von Brandenstein nachzuweisen, welches seit 1504 auf dem 14 Kilometer nordwestlich gelegenen Schloss Neudeck saß. Dieses Adelsgeschlecht saß im Mittelalter in vielen Orten Thüringens und so wurden sie auch im Elbe-Elster-Gebiet zu einer der wohlhabendsten Familien der Umgebung, was ihre Steuerregister belegten. Siegmund von Brandenstein, zu jener Zeit auch Besitzer von Neudeck, wurde 1558 unter anderem mit Prestewitz belehnt.
Einer seiner Söhne, Georg Siegmund von Brandenstein, der später in Liebenwerda wohnhaft war, erbte schließlich den Besitz in Prestewitz. Drei der ursprünglich vierzehn Hufner-Güter in Prestewitz wurden zu einem Rittergut zusammengelegt, und so wurden 1618 in den Kirchenvisitationen 11 Hufner, 3 Gärtner, sowie Brandensteins Güter genannt. In der Folgezeit vollzogen sich weitere Besitzerwechsel. Zunächst wurde Brandensteins Witwe als Eigentümerin genannt, später sein Bruder Georg Friedrich von Brandenstein.

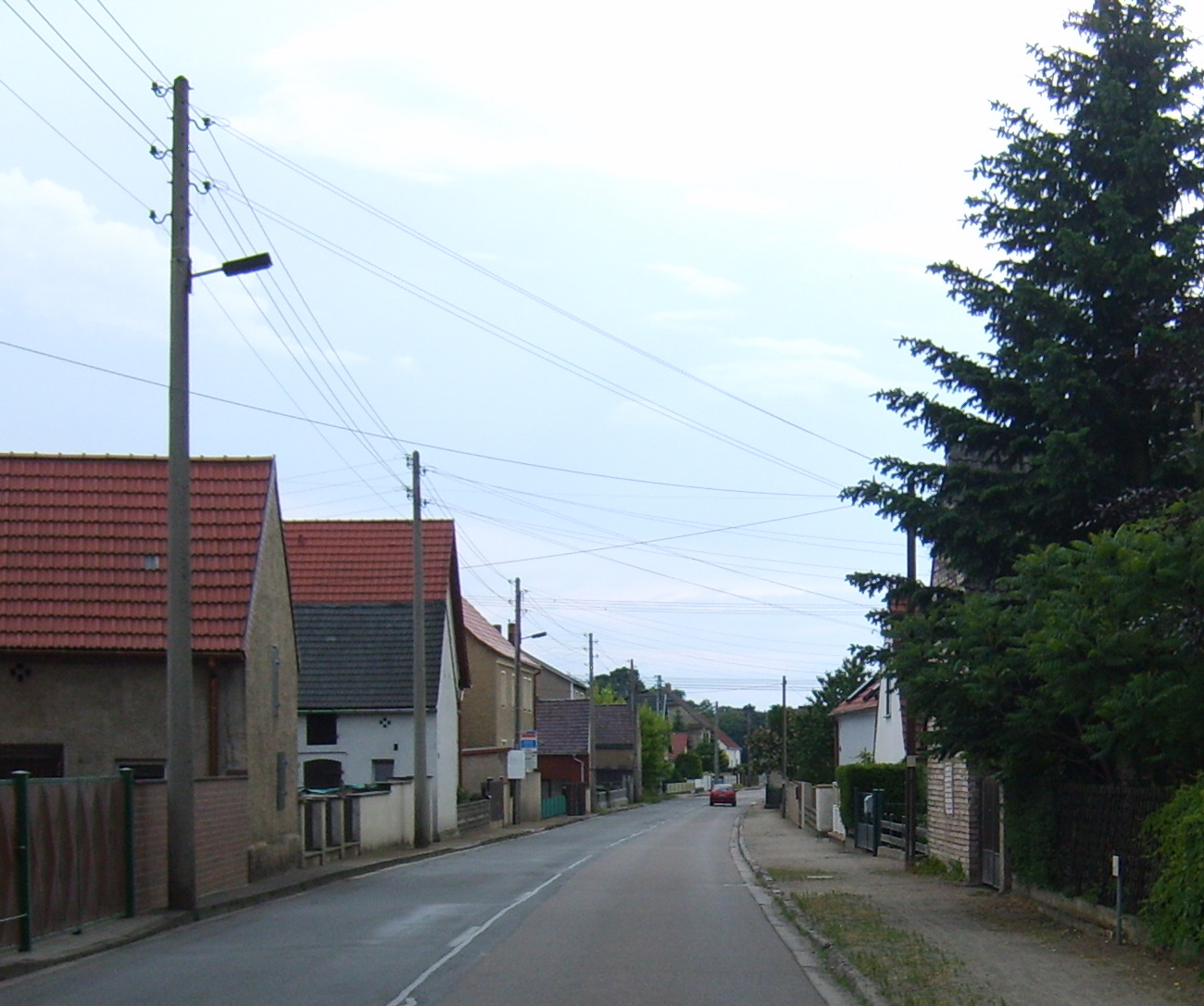
Anstraß

Nach dem Dreißigjährigen Krieg, der wie im gesamten Elbe-Elster-Gebiet auch in Prestewitz schwere Schäden hinterließ, taucht im Jahre 1672 Carl Rudolph von Dehnen-Rothfelsen als Eigentümer auf. Und im Jahre 1697 erwarb dann Julius Cäsar Pflug das Rittergut für 9600 Gulden und verpachtete es auf drei Jahre für 1350 Gulden. Anschließend wechselte es im Jahre 1700 für 11.200 Gulden erneut den Besitzer. Neun Jahre später taucht dann Christoph Damm von Milkau als Rittergutsbesitzer in Prestewitz auf.
Am 22. Juli 1806 erfolgte der Verkauf des Rittergutes durch Christian August Schulze für 46.000 Reichstaler mit der Ausstellung eines Lehnsbriefes an Johann Adam Schumann. Schumann ist die Gründung des Prestewitzer Ortsteils Anstraß zu verdanken, welchen er nach seiner Gemahlin Anna benannte. Des Weiteren gründete er in Prestewitz eine Schule, denn diese Siedlung wuchs recht schnell und es kam zu einem Bevölkerungszuwachs in Prestewitz. Zuvor mussten die Kinder des Ortes noch in das nördlich gelegene Dorf Rothstein zur Schule gehen. Als ersten Lehrer setzte er seinen Verwalter ein.
Um 1903 wurde das Rittergut vom Leipziger Architekten Georg Willy von Zimmermann, der inzwischen Eigentümer geworden war, zu einem Jagdschloss umgebaut. Ursprünglich handelte es sich bei dem umgebauten Gebäude um die alte Gutsbrennerei, deren Entstehungszeit in die zweite Hälfte des 18. Jahrhunderts datiert wird. Dabei handelt es sich um einen massiven zweigeschossigen verputzten Ziegelbau mit Krüppelwalmdach. Im Erdgeschoss werden drei der vier Räume von einem Kreuzgratgewölbe überspannt. Die Umgestaltungen betrafen auch das Außengelände. Dieses bekam unter anderem ein heute in dieser Form nicht mehr vorhandenes Rondel als Vorplatz und aufwändige gärtnerische Anlagen flankierten links und rechts das Hauptgebäude.
In der Gegenwart dient das historische Gebäude als Wohnhaus.

## Weiterführende Literatur
- Gerd Günther: Das Rittergut Prestewitz. In: Arbeitsgemeinschaft für Heimatkunde e. V. Bad Liebenwerda (Hrsg.): Heimatkalender – Für das Land zwischen Elbe und Elster. Nr. 53. Bad Liebenwerda 2000, ISBN 3-932913-16-7, S. 56–63.